# Bambie
Bambie is de theatergroep van Paul van der Laan en Jochem Stavenuiter. De groep is begonnen in 1995 op de Amsterdamse Mime-Opleiding. Sindsdien heeft Bambie bijna twintig voorstellingen gemaakt in een fysieke en beeldende theaterstijl. Paul de Vrees was er jarenlang lichttechnicus.

## Voorstellingen
De genummerde voorstellingen worden bedacht, gemaakt en gespeeld door Van der Laan en Stavenuiter, in nauwe samenwerking met wisselende gastspelers en (eind)regisseurs. Bambie heeft er al verschillende prijzen mee gewonnen, speelt de voorstellingen in binnen- en buitenland en heeft er in de loop van de tijd een enthousiast publiek mee opgebouwd. Van 2005 tot en met 2012 was Bambie opgenomen in het Kunstenplan 2005-2008 van het Ministerie van OCW, en ontving dus acht jaar lang structurele subsidie.
De eerste vier - korte - voorstellingen werden gemaakt tijdens de opleiding. Vanaf Bambie 5 is met de voorstellingen getoerd. In zogenaamde BambieRamBams worden alle voorstellingen herhaald.
- Bambie 1 t/m 4 - korte voorstellingen elk in een week gemaakt tijdens de Mimeopleiding (1996)
- Bambie 5 - een ecosprookje voor drie mannen
- Bambie 6 - een bewegingsvoorstelling in driedelig grijs (VSCD-Mimeprijs 1999)
- Bambie 7 - een bewegingsvoorstelling met uitvalsverschijnselen
- Bambie 8 - wonderlijke reis in een morsig keukentje (VSCD-Mimeprijs 2003)
- Bambie 9 - een bewegingsvoorstelling met menselijke trekjes (2004)
- Bambie 10 - een hoopvolle voorstelling over cynisme (2005)
- Bambie 11 - een experiment (2006)
- Bambie 12 - lifestyle gids voor een onverzekerde survival (2007)
- Bambie 13 - Bambíe Treize - Op z'n Frans voor beginners (2008)
- Bambie 14 (2009)
- Eleonora (2010) - solovoorstelling van Jochem Stavenuiter, gepresenteerd onder het Bambie 'label'
- Bambie 15 - een stuk theater over mijn en dijn (2011)
- Bambie F-16 - een achtervolgingsballet (2012)
- Bambie 17 - De Samoerai (2013)
- Bambie 0 - Twee mannetjes op zoek naar de Betekenis Der Dingen (2016)
- Bambie is back (2017)
- Bambie C - over naar binnen kijken versus naar buiten kijken (2020)
- Bambie 20 - De woedende versie (2020, tournee uitgesteld naar 2021)

## Internationaal
Bambie spreekt ook een buitenlands publiek aan. Ze hebben de afgelopen jaren opgetreden tijdens tal van internationale theaterfestivals: Kroatië (2001), Zuid-Afrika (2001), Brazilië (2002), Duitsland (2004), Egypte (2004, 2005), Iran (2006), Bolivia (2007), Italië (2008, 2012) en China (2011, 2015 en 2017).